# Böjstyvhet
Böjstyvhet är i hållfasthetsläran produkten av en balks eller en plattas elasticitetsmodul och tvärsnittets böjtröghetsmoment. Böjstyvheten är ett mått på balkens förmåga att motstå deformation och är ej att förväxla med den relaterade storheten böjmotstånd.